# Лінус Гехтер
Лінус Яспер Гехтер (нім. Linus Jasper Gechter, нар. 27 лютого 2004, Берлін, Німеччина) — німецький футболіст, центральний захисник берлінської «Герти».

## Ігрова кар'єра

### Клубна
Лінус Гехтер є вихованцем футбольної академії столичного клубу «Герта». З 2021 року футболіста почали залучати до тренувань з першою командою. 12 вересня 2021 року у матчі чемпіонату Німеччини проти «Бохума» Лінус Гехтер дебютував на професійному рівні. У березні 2022 року футболіст підписав з «Гертою» професійний контракт. За результатми сезону Гехтер був другим у категорії до 17 - ти років в номінації Медаль Фріца Вальтера для молодих футболістів.
Другу частину сезону 2022/23 Гехтер провів в оренді в клубі Другої Бундесліги. Влітку 2023 року футболіст повернувся до «Герти», яка також опинилася у Другій Бундеслізі.

### Збірна
8 вересня 2023 року у товариському матчі проти молодіжної збірної України Лінус Гехтер зіграв першу гру у складі молодіжної збірної Німеччини.

## Нагороди
- Медаль Фріца Вальтера (U-17): 2021